# Kurt Fricke

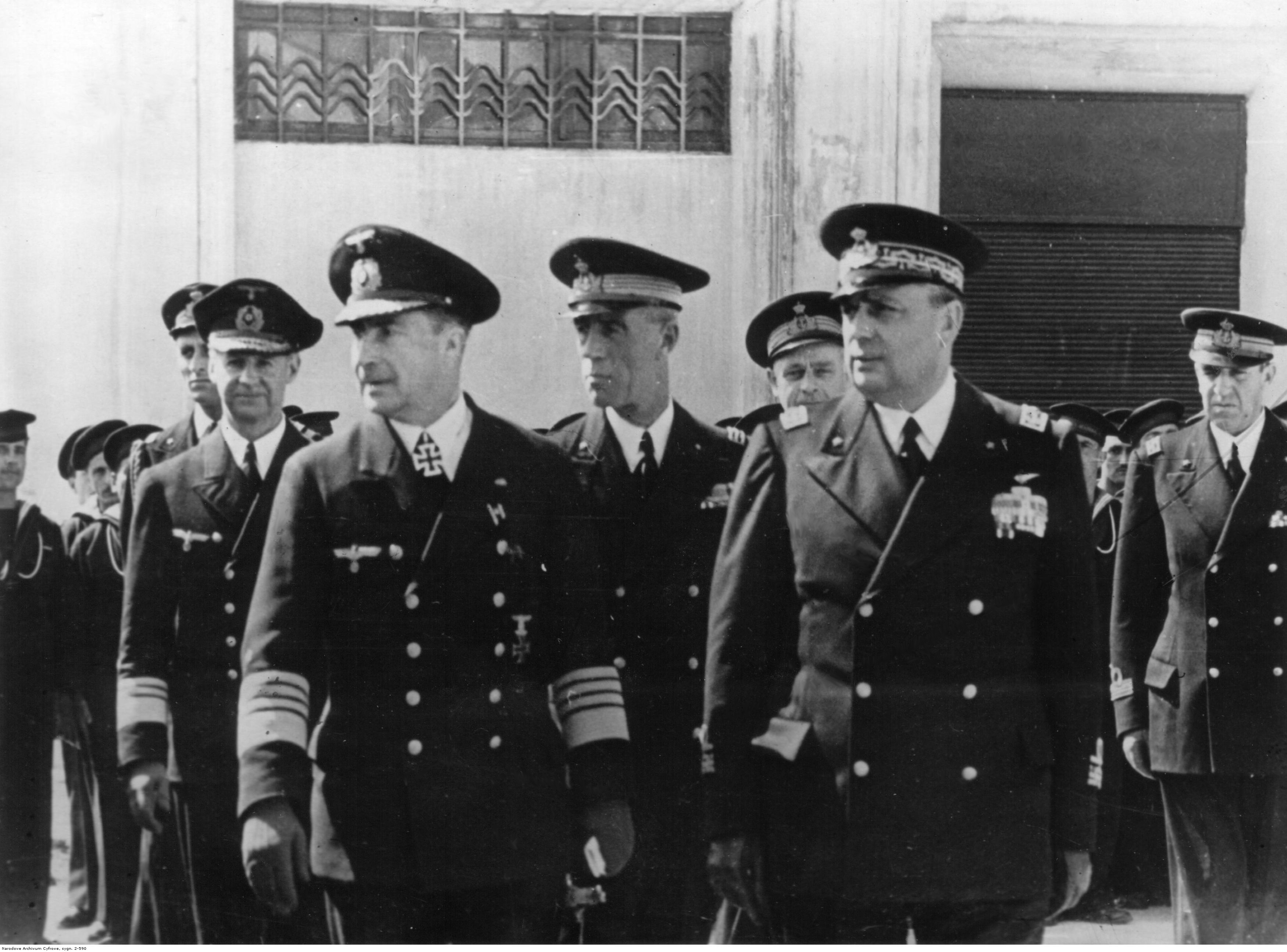
Visita del almirante Kurt Fricke (primera fila, izquierda) a las unidades navales italianas.

Kurt Fricke (Berlín, 8 de noviembre de 1889 - ibídem, 2 de mayo de 1945) fue un marino alemán que llegó a almirante en la Segunda Guerra Mundial.

## Biografía
Fricke ingresó como guardiamarina en la Marina Imperial alemana el 1 de abril de 1910, cursó su instrucción elemental a bordo del crucero protegido SMS Hertha y pasó luego a la Escuela Naval Mürwik de Flensburgo-Müwik, donde el 15 de abril de 1911 fue ascendido a alférez de fragata, pasando al crucero protegido SMS Moltke, donde el 27 de septiembre de 1913 ascendió a Leutnant zur See, empleo inferior al de alférez de navío, con el que permaneció en el buque tras el estallido de la Primera Guerra Mundial, participando en enero de 1915 en la Batalla del Banco Dogger. Ascendido a alférez de navío el 22 de marzo de 1916, Ficke pasó un año después como oficial de guardia al torpedero G 103 y al G 101. El 7 de marzo de 1918 pasó como ayudante al Estado Mayor del Comandante de Torpederos, permaneciendo allí, una vez terminada la guerra, hasta el 23 de diciembre de 1918.
Después sirvió en el Mando Naval (Marineleitung), en la Sección Central, como ayudante del Director, siendo ascendido el 1 de enero de 1921 a capitán de fragata. Del 19 de enero de 1922 al 26 de septiembre de 1924 estuvo destinado a la 1.ª Flotilla, donde mandó los torpederos T 139, y T 148 y fue ayudante del jefe de la Flotilla. A partir del 27 de septiembre de 1924 fue durante dos años oficial de compañía de la 1.ª Sección de Defensa Costera y luego durante tres años Ayudante de Marina del Ministro de Defensa. Entremedias, el 1 de diciembre de 1928 ascendió a capitán de corbeta. Cambió su destino el 25 de septiembre de 1929, cuando lo destinaron como jefe de la 2.ª Semiflotilla de Torpederos. Luego fue jefe de la 1.ª Flotilla de Torpederos del 16 de septiembre de 1931 al 24 de septiembre de 1934, siendo nombrado a continuación Jefe de Torpederos y ascendiendo a capitán de fragata el 1 de abril de 1934. Siguió el 1 de octubre de 1935 su ascenso a capitán de navío con destino como jefe de Estado Mayor en la Inspección de Torpedos y Minas y luego de la Academia de la Wehrmacht del 6 de octubre de 1936 al 30 de septiembre de 1937. De allí pasó al Cuartel General de la Armada (Oberkommando der Marine, OKM) como jefe de la Sección de Operaciones del Mando de Guerra Naval (Seekriegsleitung). Desde el 30 de abril de 1939 fue además oficial de enlace entre la Kriegsmarine y el Comandante Supremo de la Luftwaffe.
Comenzada la Segunda Guerra Mundial, Fricke ascendió el 1 de noviembre de 1939 a contraalmirante y el 1 de junio de 1941 a vicealmirante. del 13 de junio de 1941 al 20 de febrero de 1943 fue Jefe del Estado Mayor de la Dirección de Guerra Naval en el OKM. Ascendido a almirante el 1 de abril de 1942, su último destino a partir del 21 de marzo de 1943 fue el de Comandante Supremo del Mando del Grupo Sur de Marina, hasta su disolución el 11 de diciembre de 1944. A partir de ese momento, Fricke pasó a la reserva.
En los combates finales en torno a Berlín, Fricke perdió la vida el 2 de mayo de 1945.

## Condecoraciones
- Cruz de Hierro (1914) de 2.ª y 1.ª Clase[1]
- Cruz de Caballero de la Orden de la Casa Real de los Hohenzollern con Espadas
- Cruz Hanseática de Hamburgo[1]
- Cruz de Federico Augusto de 2.ª y 1.ª Clase[1]
- Broche para la Cruz de Hierro de 2.ª y 1.ª Clase
- Cruz de Caballero de la Cruz de Hierro el 1 de octubre de 1942[2]